# Nephin
Nephin (in gaelico: Néifinn) è la seconda cima più alta della Contea di Mayo, dopo il monte Mweelrea, con i suoi 806 metri (2646 piedi), ed è una delle più alte del Connacht, in Irlanda. 
Essa è situata a nord-ovest della contea.